# Melanolophia detectaria
Melanolophia detectaria là một loài bướm đêm trong họ Geometridae.